# Мицопулос, Константинос
Константинос Мицопулос (греч. Κωνσταντίνος Μητσόπουλος, 1844, Патра — 1911, Афины) — греческий геолог, физик и математик.

## Биографические сведения
Константинос Мицопулос родился в Патрах в 1844 году. Он стал первым ученым, который докторскую степень в Афинском университете. Впоследствии получил правительственную стипендию и учился во Фрайбургском университете. После возвращения в Грецию назначен профессором в университете и Техническом университете. В 1910 году назначен ректором Технического университета.
Константинос Мицопулос стал основоположником геологии и минералогии в Греции.

## Основные труды
- Petermanns Mitteilungen: Studien über die chemische Beschaffenheit des zu Mycenä entdeckten Antiquitäten.
- Berghütten und Salinenwesen von Griechenland in der National-Ausstellung von Athen.
- Die Erdbeben in Griechenland un der Türkei.
- Das grosse Erdbeben auf der Insel Zante.
- Die Erdbeben von Theben und Lokris.
- Die Erdbeben von Tripolis und Triphylia.
- Περί του αν επικερδείς ή ζημιώδεις αι ισπανικάι κάμινοι των μεταλλουργείων Λαυρίου.
- Πραγματεία περί μεταλλουργείων, μεταλλείων, ορυχείων και λατομείων.